# Ždírnice (Milíkov)
Ždírnice (německy Leünbruck) je osada v okrese Cheb v Karlovarském kraji. Je rozdělena mezi dvě obce: severní část tvořená čp. 65 – 70 náleží obci Milíkov (k. ú. Malá Šitboř), zatímco jižní část tvořená čp. 222 a 223 náleží obci Dolní Žandov. Nachází se asi 20 km jihovýchodně od Chebu.
Ve Ždírnici je registrováno šest čísel popisných: 65, 66, 67, 70, 222 a 223. Na jihozápad od osady prochází silnice I/21. Nachází se zde vysílač a malý bezejmenný rybník.